# Ceracis hastifer
Ceracis hastifer es una especie de coleóptero de la familia Ciidae.

## Distribución geográfica
Habita en Colombia.